# PGC 1220557
LEDA/PGC 1220557 ist eine Spiralgalaxie vom Hubble-Typ Sab im Sternbild Hydra südlich der Ekliptik. Sie ist schätzungsweise 762 Millionen Lichtjahre von der Milchstraße entfernt.

Im selben Himmelsareal befinden sich u. a. die Galaxien NGC 2861, NGC 2877, NGC 2878, NGC 2897.